# 安部彪
安部 彪（あべ たけし、1938年〈昭和13年〉1月20日 - 2025年〈令和7年〉2月1日）は日本の会計検査官僚。位階勲等は従三位瑞宝重光章。会計検査院事務総局次長、会計検査院事務総長、国民生活金融公庫副総裁（初代）などを歴任。血液型はB型。妻がいる。

## 来歴
大分県出身（母も大分県）。大分大学学芸学部附属中学校、大分県立大分上野丘高等学校、東京大学法学部卒業。1960年（昭和35年） 大蔵省に入省（銀行局金融制度調査官付）。1966年（昭和41年）7月 福知山税務署長。1982年（昭和57年）7月 会計検査院事務総長官房法規課長。1983年（昭和58年）6月 会計検査院事務総長官房総務課長。1984年（昭和59年）12月 会計検査院事務総局第三局審議官。1985年（昭和60年）12月 会計検査院事務総長官房審議官。1989年（平成元年）4月 会計検査院事務総局第五局長。1990年（平成2年）7月 会計検査院事務総局第一局長。1992年（平成4年）7月 会計検査院事務総局次長。1992年（平成4年）10月 会計検査院事務総長。1996年（平成8年）6月 退官。同年7月19日 国民金融公庫副総裁。1999年（平成11年）10月1日 国民生活金融公庫副総裁（ - 2001年〈平成13年〉6月22日）。その後は博報堂非常勤社外監査役。
2008年（平成20年）春の叙勲で、瑞宝重光章を受章した。
2025年（令和7年）2月1日6時17分、虚血性心不全のため死去した。87歳没。死没日付をもって従三位に叙された。

## 略歴
- 1960年4月：大蔵省に入省（銀行局金融制度調査官付）[1]。
- 1963年：東京国税局調査査察部国税調査官。
- 1964年7月：国有財産局貴金属第一課企画係長。
- 1966年7月：福知山税務署長。
- 1967年7月：銀行局保険第二課長補佐。
- 1969年：名古屋国税局総務部総務課長。
- 1971年：関税局監視課長補佐。
- 1973年：大阪税関総務部長。
- 1975年7月：大阪国税局間税部長。
- 1976年7月：大阪国税局調査第二部長。
- 1978年6月：理財局国有財産審査課長。
- 1980年6月：会計検査院事務総局第四局厚生検査課長。
- 1981年7月：会計検査院事務総局第一局建設検査第一課長。
- 1982年7月：会計検査院事務総長官房法規課長。
- 1983年6月：会計検査院事務総長官房総務課長。
- 1984年12月：会計検査院事務総局第三局審議官。
- 1985年12月：会計検査院事務総長官房審議官。
- 1989年4月：会計検査院事務総局第五局長。
- 1990年7月：会計検査院事務総局第一局長。
- 1992年7月：会計検査院事務総局次長。
- 1992年10月：会計検査院事務総長。
- 1996年6月：退官。